# Полтава (линеен кораб, 1911)
Полтава (на руски: Полтава) е руски линеен кораб. Вторият кораб (според датата на спускането на вода) в серията от четирите дредноута тип „Севастопол“.

## История на строителството и службата
Заложен е на 16 юни 1909 г. (3 юни, по стар стил) в Адмиралтейския завод в град Санкт Петербург едновременно с линкора „Гангут“. Строител на кораба е В. А. Лютер. Спуснат е на вода на 27 юни 1911 г. Влиза в строй на 4 декември 1914 г. След приемните изпитания преминава в Хелсингфорс, където се базира в състава на първа бригада линейни кораби на Балтийския флот.
През април 1918 г. участва в „Ледовия поход“ от Хелсингфорс към Кронщат, а през октомври е преведен в Петроград за консервация.
На 24 ноември 1919 г., в два часа през деня, на намиращия се в Петроград, за продължително съхранение (на консервация), при стената на Адмиралтейския завод, линкор „Полтава“ избухва силен пожар, който се оказва фатален за кораба. На 25 ноември, Г. Четверухин присъства, при доклада на командира на „Полтава“ Дмитрий Павлович Белобородов, който видимо се вълнува. Според неговите думи, пожарът започва в два часа, в първото огнярно (в първото, носово котелно отделение, трите котела на което имат нефтено отопление) и продължава 12 (15) часа. Пожарът възниква вследствие недоглеждане на вахтените, за което способства недостатъчната осветеност на трюма на котелното отделение – една свещ за цялото помещение, (подаването на електроенергия от брега в условията на горивната криза е прекратена) и е ликвидиран с усилията на пристигналите градски пожарни и спасителния съд „Руслан“. В резултат на пожара напълно изгарят: три парни котела, централния артилерийски пост, долната и горната бойни рубки със сложеното в тях за дълговременно съхранение артилерийско имущество, коридорите за електропроводите, носовото електродинамо (електростанция). Комисията, разследваща обстоятелствата около пожара, не открива зъл умисъл, за това по отношение на командира на кораба Белобородов и старшия инженер-механик Лемс се ограничават само с забележки, възстановяването на повредите причинени от пожара, в условията на разруха, е оценено като невъзможно. Последващите решения за възстановяването на линкора а нееднократно пренасяни, във връзка с финансовите затруднения. В резултат на това, корабът е разоръжен, а неговите механизми, кабели и останало оборудване са използвани за възстановяването и ремонта на трите други еднотипни линкора. С постановление на Съвета по труда и отбрана от 2 септември 1924 г. от кораба са свалени останалото артилерийско въоръжение. На 7 януари 1926 г. корабът е преименуван на „Михаил Фрунзе“.

## Опити за възстановяване, модернизация и преправяне
В началото на 1920 г. са разглеждани различни проекти за преустройка на кораба. Един от проектите предполага преправянето на бившия линкор в самолетоносач с последващото му превеждане в Черно море. Проектните изисквания към самолетоносача изглеждат така: две 76-мм оръдия, по десет зенитни и противоминни оръдия, четири „аерогнезда“, четири подводни торпедни апарата; брониране на горната палуба от 100-мм, на борда с 250-мм плочи; скорост 30 възела, далечина на плаване на полен ход 1800, на икономичен – 3800 мили. Предполага се, че самолетоносачът ще може да носи на борда си 50 самолета. Обаче проектът така и не е реализиран.
През юни 1925 г. има предложение да се възстанови линкора в предишното му качество и отново да се въведе в строй. На 7 януари 1926 г. корабът е преименуван на „Фрунзе“. За половин година работи с участието на 356 работници на Балтийския завод са похарчени всички отделени за възстановяването средства, и на 26 февруари комисия начело със замнаркомвоенмора И. С. Уншлихт признава за невъзможно възстановяването на линкора в течение на близките две години.
На 5 август 1927 г. е взето решение да се възобнови възстановяването на „Фрунзе“ с оглед на нови изисквания. Обаче се изяснява, че пари за толкова мащабен проект няма. На 25 февруари 1928 г. правителството се съгласява да отпусне две трети от необходимата сума, и на 11 май е получено разрешение за започване на работите. Линкорът е планирано да се възстанови с „малка модернизация“: вместо предишните 25 котела корабът получава 12 нови, по-мощни, от числото на произведените за линейните крайцери от типа „Измаил“. Обаче на 17 декември 1928 г. Съвета по труда и отбрана, със свое решение, прекратява възстановителните работи.
На 31 януари 1930 г. техническото управление на Управлението на Военноморските сили излиза с предложение за въвеждането на „Фрунзе“ в строй в качеството на плаваща батарея с предишното му въоръжение, но с намален брой на старите котли. Съветският флот крайно се нуждае от линкори, за това на 7 октомври 1930 г. началника на морските сили Р. А. Муклевич подписва заповед за подготвянето на предварителни разчети и техническо задание за възстановяването на линкора „Фрунзе“ в три варианта:
1. като плавбатарея, влизаща в строй за минимален срок и с минимални разходи;
2. като плавбатарея с постепенно дострояване (ежегодно през зимата) във вид на линкор по типа на „Марат“;
3. с преправянето му на линеен крайцер със скорост на хода 27 въз.

В края на октомври 1930 г. на съвещание на висшия команден състав е одобрен втория вариант, обаче още през декември става известно, че вследствие на рязкото съкращаване на финансирането работите по „Фрунзе“ през 1931 г. няма да могат да бъдат започнати. На 12 януари 1931 г. Муклевич се обръща към наркомвоенмора К. Е. Ворошилов с молбата да разреши използването на оборудването от линкора „Фрунзе“ за другите кораби и като мобилизационен запас, а корпусът да се предаде за скрап. Наркомът отказва, и кораба три месеца е на стоянка. Двете негови средни кули на главния калибър започва да се демонтират, за изпращането им в Далечния изток, където те, през 1934 г., започват да се използват в системата на бреговата отбрана на Владивосток на острова Руски (виж Ворошиловска батарея).
През април 1931 г. е изказана мисълта за преправянето на линкора в трикулен линеен крайцер по проекта на Б. Е. Алякрицкий и С. Н. Благовещенский. В процеса на обсъжданията са предложени още три проекта за такова препряване. В крайна сметка неизменени остават само две изисквания: съкращаване на броя на кулите до три и увеличаване на скоростта до 27 – 30 възела.
След обследване на корпуса на съда неговото състояние е признато за удовлетворително, и Балтийският завод получава указание да пристъпи към детайлно разработване на проекта. Обаче техническото задание постоянно се променя, предлагат се нови и нови варианти за модернизацията, в резултат на което през август 1934 г., във връзка с началото на масовото строителство на леки кораби и подводни лодки, отново постъпва предложение да се изключи линкора от списъците за възстановяващи се кораби. Към края на годината това решение е прието окончателно.
През септември 1935 г. отново се връщат към идеята за възстановяването на линкора като бавна плаваща батарея, но докато върви работата над вариантите на проекта вече започва проектирането на нови линкори, във връзка с което на 9 юли 1939 г. Главният Военен Съвет на ВМФ окончателно признава възстановяването на „Фрунзе“ за нецелесъобразно и постановява да се демонтира останалото оборудване за резервни части за линкорите от типа „Марат“. Корпусът е планирано да се изведе в морето и да се постави на пясъчна банка за използването му в качеството на мишена.

## Последни години
През 1941 г. корпусът е предаден в Отдела за фондово имущество за разкомплектоването му за метал, и началото на войната го заварва във Въглищния залив на Ленинградското пристанище. Носовия край до 15 шпангоут вече е разглобен, на палубата е съхранена първата кула (без оръдията), носовата бойна рубка, един комин. През юни 1941 г. е взето решение да се отбуксира корпуса в Кронщат за използването му в качеството на лъжлива цел за германската авиация. През есента на 1941 г., при превеждането през Морския канал, в резултат на артилерийски обстрел корпусът получава няколко пробойни по левия борд и ляга на грунта при устието на канала с крен от 15° на десния борд. Скоро на стърчащата над водата горна палуба е оборудван артилерийски коректировъчен пункт (пост), а корпусът с високо издаващия се от водата борд е използван като прикритие и база за стражевите катери, охраняващи подстъпите към Ленинград откъм морето. Работите по изваждането на потъналия корпус на линкора се водят от 21 януари до 31 май 1944 г., след което той е даден за скрап и през 1946 г. окончателно е разкомплектован.
След войната, при възстановяването и модернизацията в Севастопол на 30-а батарея, от линкора са взети две кули с оръдията – те се намират там и до днес.
Другите две кули на линкора понастоящем се намират в състава на „Ворошиловската батарея“, която е разположена близо до Владивосток, на остров Руски – там където са поставени още през 1934 г.

## Командири на кораба
- 1911 – 1916 – Гревниц, Владимир Евгениевич[3]
- 1916 – 1917 – капитан 1-ви ранг Зарубаев, Сергей Валериянович
- 1917 – 1918 – Домбровский, Алексей Владимирович
- хххх-хххх – Белобородов, Дмитрий Павлович
- 1928 – 1929 – Салмин, Евгений Иванович